# バリリ弦楽四重奏団
バリリ弦楽四重奏団（バリリげんがくしじゅうそうだん、Barylli Quartett）は、往年のウィーンの弦楽四重奏団。
第2次大戦の終戦まもない1945年、ウィーン・フィルの第1コンサートマスターであったワルター・バリリが、ウィーン・フィルの同僚たちと結成したクヮルテットである。

## メンバー
- ワルター・バリリ(第1ヴァイオリン)
- オットー・シュトラッサー(第2ヴァイオリン)
- ルドルフ・シュトレンク(ヴィオラ)
- リヒャルト・クロチャック(チェロ)
- エマヌエル・ブラベッツ(チェロ)

## 起源
ウィーン・フィルとウィーン国立歌劇場での多くの演奏で醸成された、ウィーンのアンサンブルと伝統的な奏法、濃密な情感を反映した演奏スタイルに特色があり、歴史的に室内楽グループを数多く輩出して来たウィーン・フィルにとっても、バリリSQ.の存在感には大きなものがあった。
主なレパートリーは、
- ベートーヴェンの弦楽四重奏曲全集、
- モーツァルトの四重奏曲の多くの作品、
- シューマンのピアノ四重奏曲とピアノ五重奏曲、
- ブラームスのピアノ四重奏曲全曲、
- ドヴォルザークの弦楽四重奏曲第14番とピアノ五重奏曲、
- シューベルトのピアノ五重奏曲『ます』、
- シュミットのピアノ五重奏曲、
- レスピーギのドリア旋法の弦楽四重奏曲、

などがあった。
レコード録音は、主にウェストミンスター・レーベル（1949年、ニューヨークで創設）が行なった。レーベル創設時からバリリSQ.の演奏に着目して録音契約を結び、殆どがセッション・レコーディングによって制作された。主な録音は彼らの最も良い時期の5年ほどのあいだに集中的におこなわれていたので、演奏はどれも水準が高いものとなっており、年代上、ピアノ五重奏曲『ます』以外はモノラル録音だが、今日でも、バリリ四重奏団の味わい豊かな演奏を多彩な作品で聴くことが出来る。
1957年12月、バリリ四重奏団の初来日公演は熱狂的な聴衆に迎えられる。
ほぼ14年ほどの演奏期間ののち、1959年、ワルター・バリリが右肘を痛めたために活動を終了した。